# Флаг Спас-Деменского района
Флаг муниципального района «Спас-Деме́нский район» Калужской области Российской Федерации — опознавательно-правовой знак, служащий официальным символом муниципального образования.
Утверждён 18 июня 2008 года и подлежит внесению в Государственный геральдический регистр Российской Федерации.

## Описание
Описание первого флага, утверждённого 28 января 2008 года, гласило:

«Флаг Спас-Деменского района представляет собой прямоугольное полотнище с соотношением сторон 2:3. Полотнище разделено почётной фигурой „стропило“, направленной вершиной от стороны меньшей длины, на два поля: красного цвета — внутри, зелёного — вне фигуры, цвет фигуры — серебро, ширина составляет одну десятую часть большей стороны флага».

Описание ныне действующего флага, утверждённого 18 июня 2008 года, гласит:

«Флаг Спас-Деменского района представляет собой прямоугольное полотнище с отношением ширины к длине 2:3, воспроизводящее композицию герба Спас-Деменского района в зелёном, красном, белом и жёлтом цветах».

Геральдическое описание герба гласит: «В зелёном поле опрокинутое пониженное по сторонам и отвлечённое в вершине серебряное стропило, заполненное червленью, сопровождаемое во главе золотым крестом».

## Символика
Составлен на основании герба по правилам и соответствующим традициям геральдики и отражает исторические, культурные, общественные, национальные и другие местные традиции.
Красный цвет символизирует жизнеутверждающую силу, труд, храбрость и мужество, проявленные спасдеменцами в многочисленных войнах на Спас-Деменской земле и за её пределами.
Зелёный цвет символизирует сельское хозяйство, в котором многие годы была занята значительная часть населения района, изобилие леса па территории района, надежду и изобилие.
Белый цвет (серебро) символизирует доброту, чистоту, веру и совершенство.
Изображение креста на красном поле символизирует верность, умеренность, благоразумие, спасение и благополучие.
Жёлтый цвет (золото) символизирует богатство, справедливость, стабильность, великодушие.